# Aéroport de Muanda
L'aéroport de Muanda (code IATA : MNB • code OACI : FZAG) est un aéroport de la province de Kongo-Central (province)|Kongo-Central dans la ville côtière de l' Atlantique de Muanda en République démocratique du Congo.

## Installation
L'aéroport fonctionne à une altitude de 27 m (89 pieds). Il a une piste désignée 4/22 avec une surface asphaltée mesurant 1 483 mètres sur 30.
La piste se trouve dans la ville et commence à 600 mètres (2 000 pieds) à l'intérieur des terres de la côte. L'approche et le départ sud-ouest se font sur l'eau.
Le VOR de la base de Kitona (Ident : KIT ) est situé à 4,0 milles marins (7,4 km) à l'est de l'aéroport.
Compagnies aériennes et destinations.

## Situation
| Bandundu Basango Mboliasa Bunia Gbadolite Gemena Goma Ilebo Kalemie Kananga Kikwit Kindu Kinshasa-Ndjili Kinshasa-N'Dolo Kisangani Kolwezi Lodja Lubumbashi Matari Matadi Mbandaka Mbuji Mayi Nioki Tshikapa Tshumbe |